# Bombenanschlag in Ankara am 17. Februar 2016

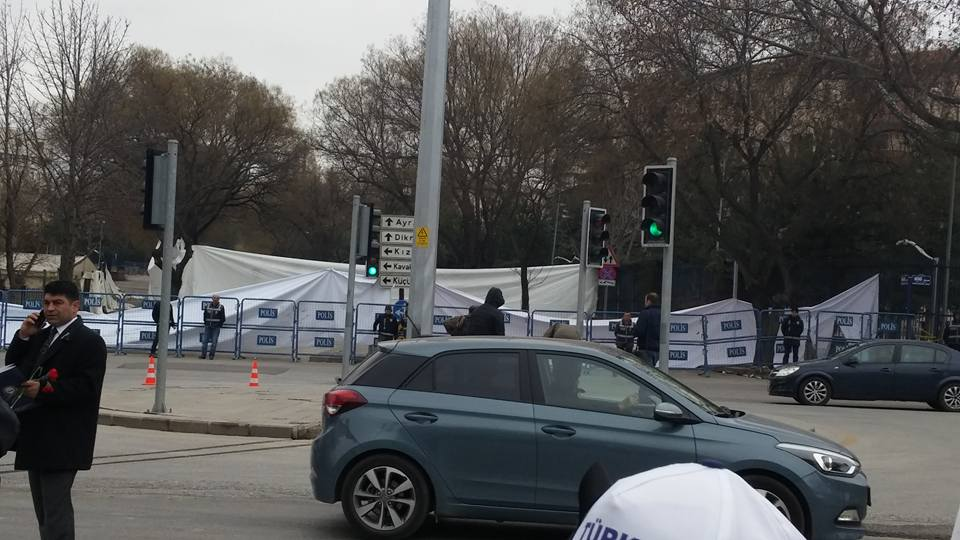
Polizeisperre am Tatort

Beim Bombenanschlag in Ankara am 17. Februar 2016 auf einen Militärkonvoi, zu dem sich die Teyrêbazên Azadîya Kurdistan bekannte, eine militante Splittergruppe der Terrororganisation PKK, wurden im Regierungsviertel Çankaya von Ankara mindestens 29 Menschen getötet und über 80 weitere verletzt. Es handelte sich dabei um den fünften Bombenanschlag in der Türkei seit Sommer 2015.

## Vorgeschichte
Der Anschlag ereignete sich in einer Situation, in der die Außen- und Innenpolitik der Türkei sehr angespannt war. Ein Waffenstillstand zwischen der Türkei und der PKK war nach über zwei Jahren im Juli 2015 auseinandergebrochen und hatte eine Gewaltspirale sich intensivierender Kämpfe mit der PKK in Gang gesetzt, die Hunderte von Menschenleben in den Auseinandersetzungen gefordert hatte.
Im syrischen Bürgerkrieg trat die Türkei als überzeugter Unterstützer syrischer Rebellen auf, deren Kampf zum Zeitpunkt des Anschlags in der Stadt Aleppo angesichts intensiver russischer Luftangriffe im Zusammenbruch begriffen war, während kurdische Kräfte im Norden der Provinz Aleppo nahe der Schlüsselstadt Aʿzāz in Grenznähe zur Türkei die Situation ausgenutzt hatten, um entgegen der offiziell von der US-Regierung vertretenen Linie neue Territorien unter die Gewalt der syrisch-kurdischen YPG zu bringen, die als Schwesterorganisation der Terrororganisation PKK in Syrien gilt. Im Jahr 2015 hatte die Türkei nach dem Anschlag von Suruç den Luftwaffenstützpunkt İncirlik für Luftoperationen der USA freigegeben, einschließlich für Luftangriffe in Syrien, die den YPG ein Vorrücken ermöglichten.

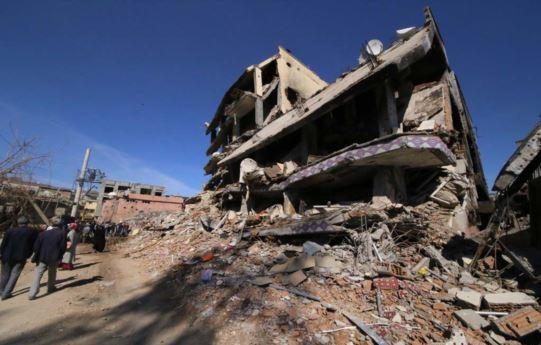
Zerstörungen in der vorwiegend kurdisch bewohnten Stadt Cizre nach Aufhebung einer monatelangen strikten Ausgangssperre (Foto: 1. März 2016)

Die Türkei, die sich zunehmend über die in Westsyrien von russischen und in Ostsyrien von US-amerikanischen Luftangriffen unterstützten YPG besorgt zeigte und auf Verbindungen der YPG mit der PKK hinwies, flog seit Sommer 2015 Einsätze auf Stellungen der PKK und Dörfer im nordirakischen Kandil-Gebirge, wo die PKK ein rund 50 Quadratkilometer großes Gebiet kontrollierte. Seit Mitte Dezember 2015 ging die türkische Armee auch mit einer Offensive gegen PKK-Kämpfer vor, die sich in Städten im überwiegend von Kurden bewohnten Südosten der Türkei verschanzt hatten. Dabei kam es zu Hunderten von Todesopfern, darunter auch zahlreiche Zivilisten. Es wurden strenge Ausgangssperren über kurdisch dominierte Distrikte verhängt, die scharfe Kritik von Menschenrechtsgruppen nach sich zogen. Bei Auseinandersetzungen zwischen türkischen Sicherheitskräften und kurdischen Milizen waren in der unter strikte militärische Ausgangssperre gestellten südosttürkischen Stadt Cizre Dutzende Menschen getötet und Tausende in die Binnenflucht getrieben worden.
In den dem Anschlag vorangegangenen Monaten war es in der Türkei zu mehreren Anschlägen gekommen. Seit dem bis zu diesem Zeitpunkt blutigsten Anschlag in Ankara am 10. Oktober 2015, bei dem bei einer prokurdischen Friedensdemonstration in Ankara 103 Menschen getötet wurden und für den laut türkischer Behörden der als Terrororganisation eingestufte Islamische Staat verantwortlich war, galt die höchste Terrorwarnstufe. Am 12. Januar tötete ein mutmaßlicher IS-Anhänger bei einem Selbstmordsprengstoffattentat in Istanbul elf deutsche Touristen. Die türkischen Sicherheitskräfte nahmen in den dem Anschlag vom 17. Februar vorangegangenen Wochen zahlreiche mutmaßliche IS-Kämpfer fest, die weitere Anschläge in Ankara und der Metropole Istanbul geplant haben sollen.

## Tathergang und Opfer
Der Selbstmordanschlag ereignete sich am 17. Februar 2016 laut Meldung der türkischen Nachrichtenagentur Doğan neben einem vorbeifahrenden Konvoi von Militärfahrzeugen im Regierungsviertel Çankaya von Ankara vor einem Gebäude der türkischen Luftstreitkräfte in der Nähe des Parlaments. Es gab eine große Detonation. In den Fernsehübertragungen war ein großes Feuer zu sehen. Ziel des Anschlags waren nach Armeeangaben Busse, die Angehörige der Streitkräfte transportierten. Die Autobombe detonierte im abendlichen Berufsverkehr gegen 18:30 Uhr Ortszeit, als der Armeekonvoi an einer roten Ampel in der Nähe des Parlamentsgebäudes anhielt. Zwei der Busse brannten vollständig aus.
Der Anschlag traf ein Gebiet im Zentrum Ankaras, in dem Institutionen konzentriert sind, einschließlich der Armeezentrale und des Parlaments. Es handelte sich bei dem Anschlag um einen der tödlichsten Angriffe auf das türkische Militär in den vergangenen Jahren. Insgesamt wurden nach ersten Angaben 20 Soldaten verschiedener Dienstgrade, sechs zivile Angestellte und eine junge Journalistin getötet. Ministerpräsident Davutoğlu sagte, bei den Opfern des Anschlags habe es sich um 27 Soldaten und einen Regierungsbeamten gehandelt. Nach Angaben vom 24. Februar hatte sich die Zahl der Getöteten bis zu diesem Zeitpunkt auf 29 erhöht, nachdem ein Verletzter verstorben war. 81 weitere waren verletzt worden.

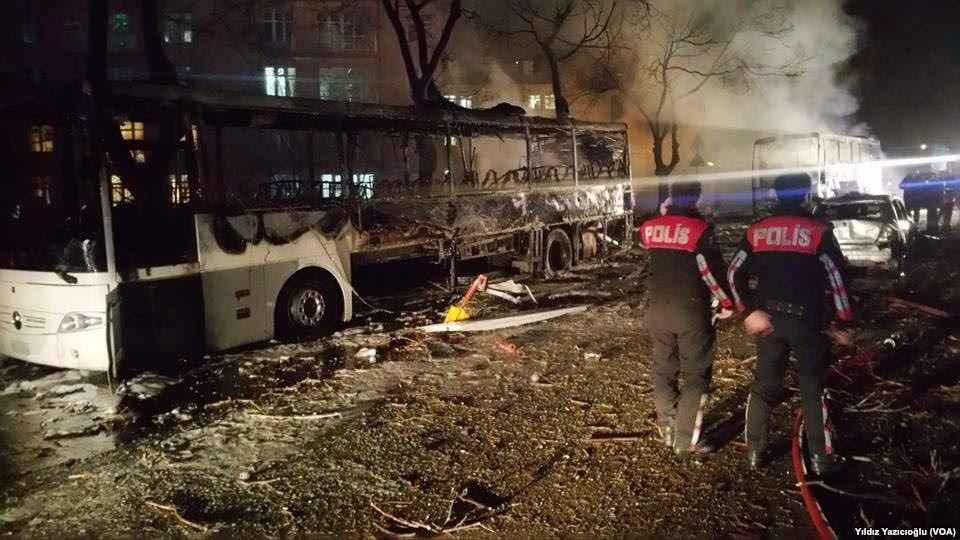
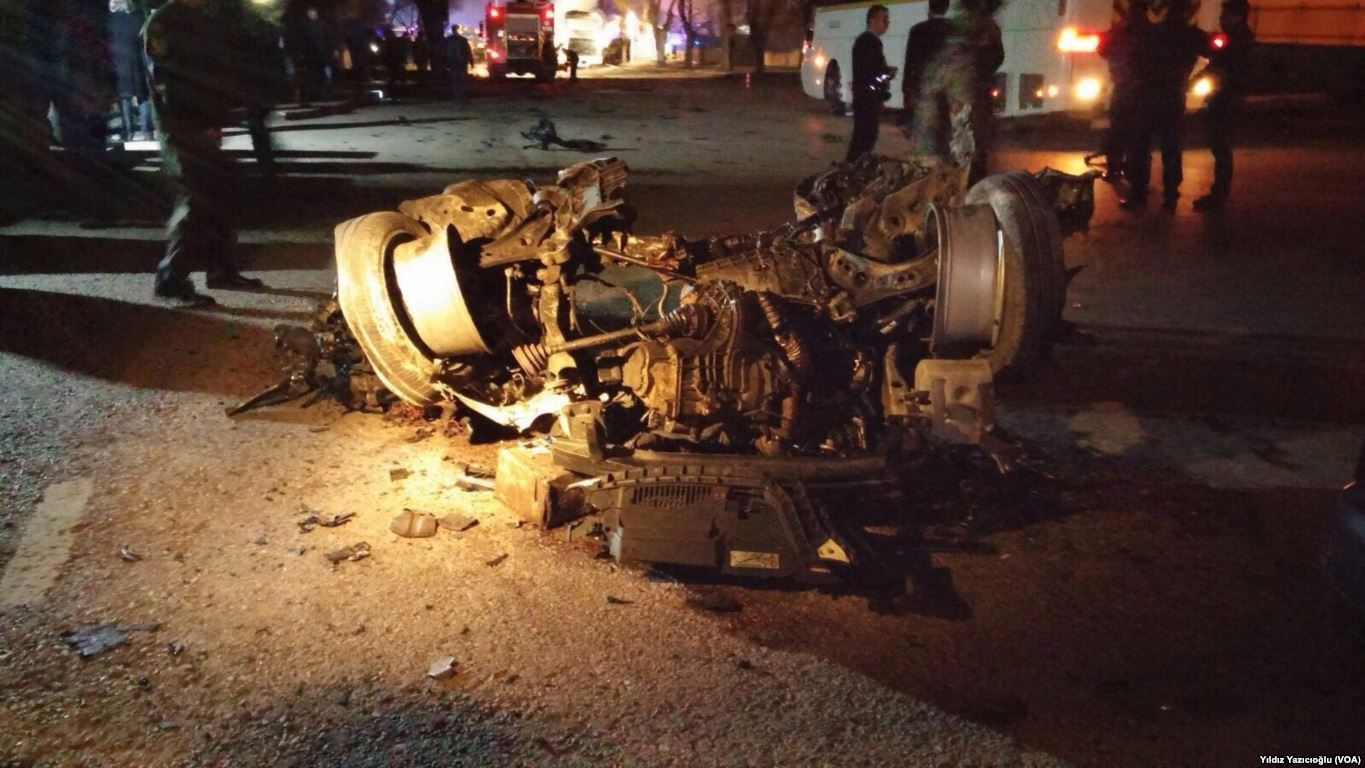
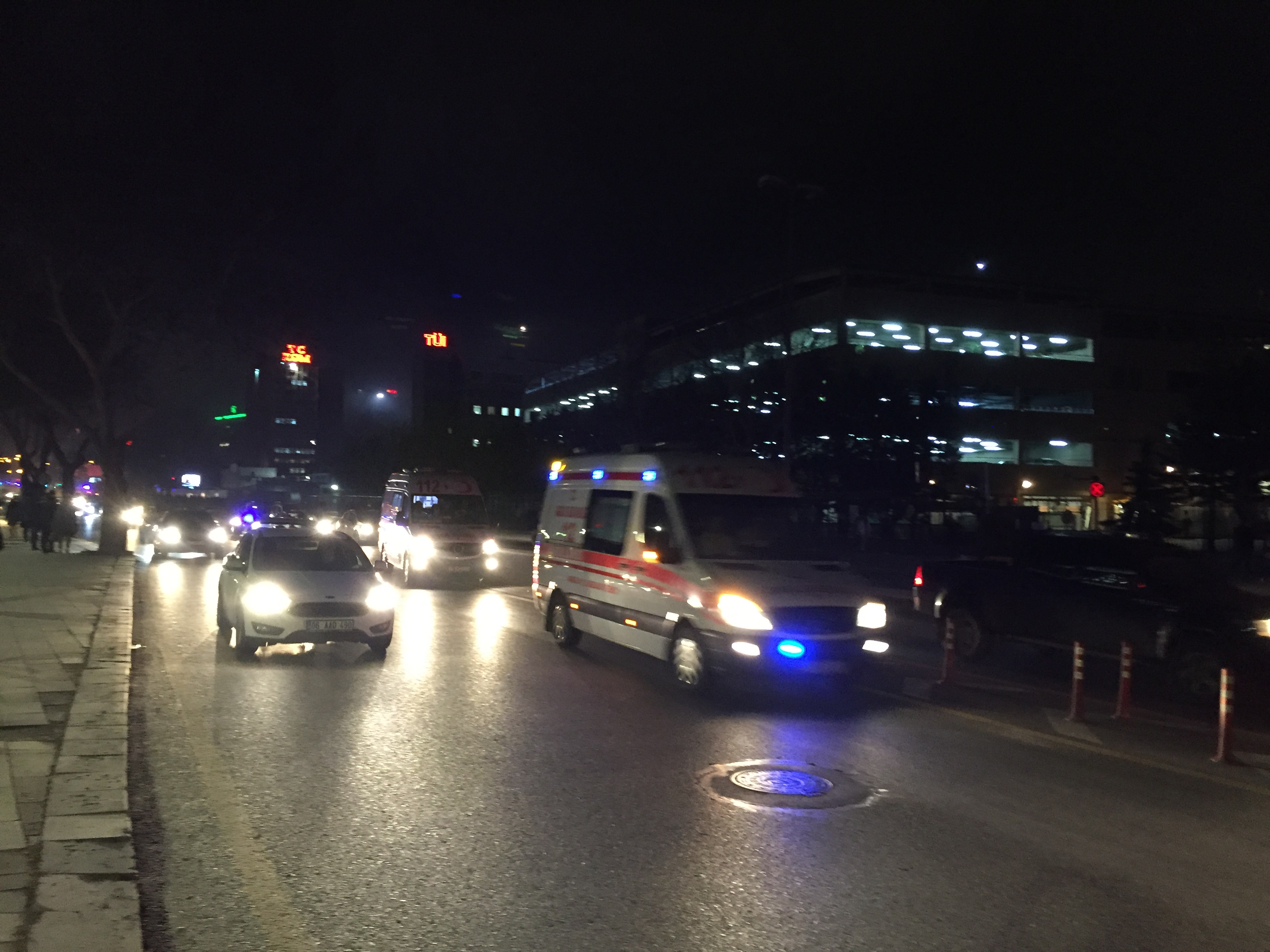
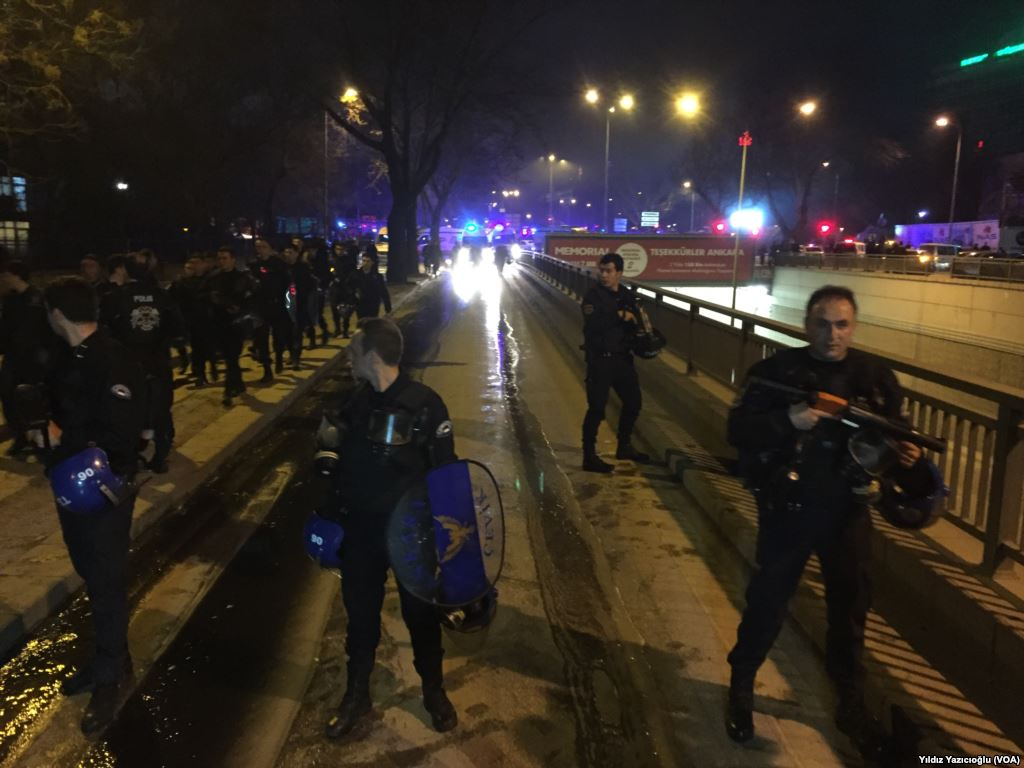
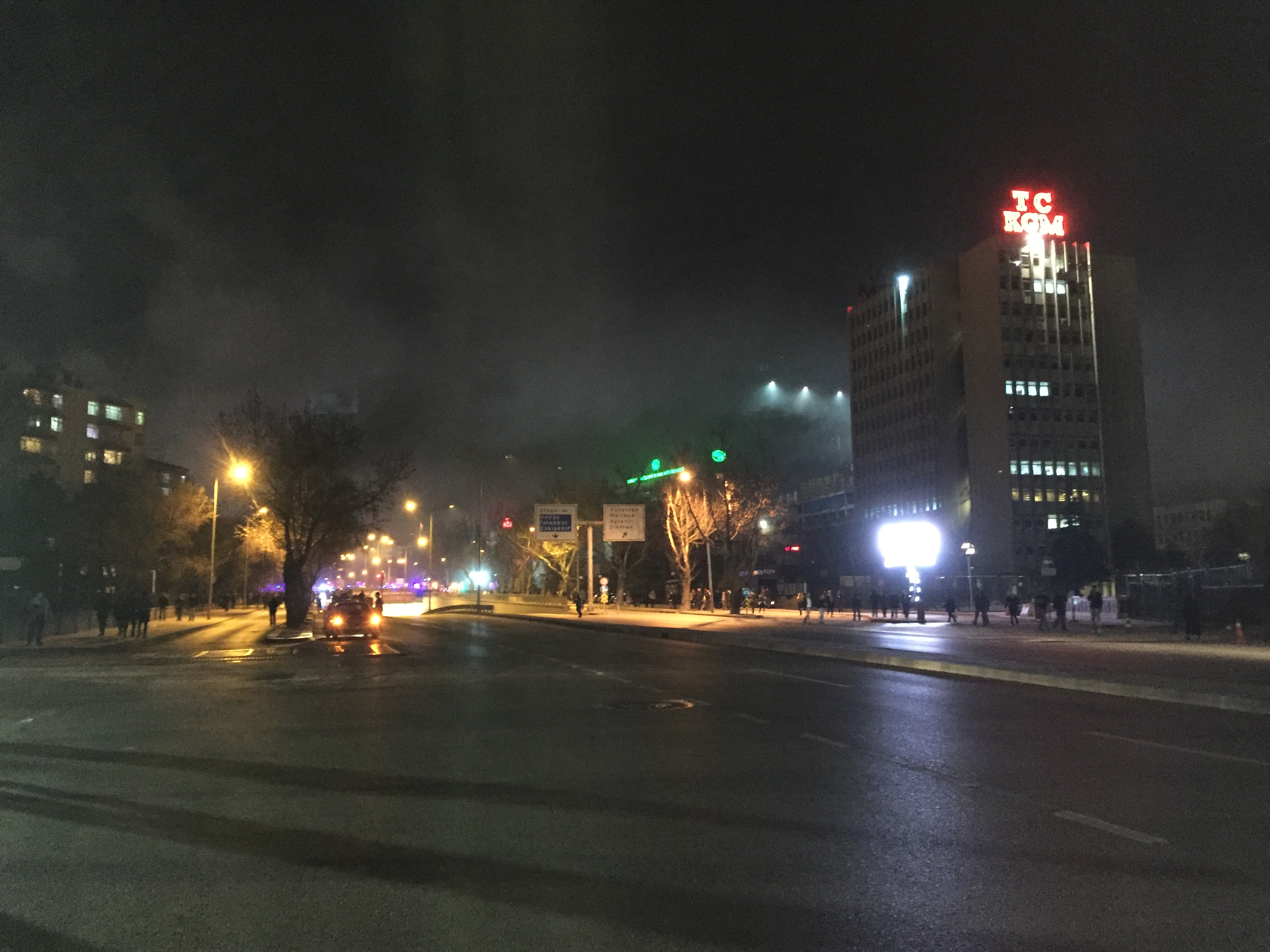

## Ermittlungen, Strafverfolgung und Angaben zur Täterschaft
Am 18. Februar 2016 nahmen Sicherheitsbehörden 14 Verdächtige fest. Die türkische Regierung machte die türkisch-kurdische PKK und die syrisch-kurdische Partei PYD mit ihrem militärischen Arm, den YPG, für den Anschlag verantwortlich. Der türkische Ministerpräsident Ahmet Davutoğlu sagte am 18. Februar, es gebe klare Beweise, dass der Attentäter den YPG angehört. Der Täter stamme aus Syrien und sei von dort in die Türkei eingereist. Davutoğlu gab an, es habe sich bei dem Attentäter um einen 1992 geborenen Kämpfer aus Nordsyrien mit dem Namen „Muhammet Salih Neccer“ gehandelt, der den YPG angehört habe und von der PKK unterstützt worden sei. Er bezeichnete den Anschlag am 18. Februar als „vollständig aufgeklärt“. Der türkische Staatspräsident Recep Tayyip Erdoğan bekräftigte am 19. Februar, dass der Selbstmordattentäter „definitiv“ den YPG angehört habe.
Während das US-Außenministerium angab, es sei weiterhin eine „offene Frage“, wer den Anschlag in Ankara verübt hatte, teilte die Staatsanwaltschaft in Ankara am 19. Februar mit, dass sechs weitere Verdächtige in Untersuchungsgewahrsam genommen worden seien, womit sich ihre Gesamtzahl auf 20 erhöhte. Zu den Festnahmen war es bei Operationen der Polizei in mindestens sieben Provinzen gekommen, wie die staatliche Nachrichtenagentur Anadolu (AA) am 19. Februar unter Berufung auf die Staatsanwaltschaft berichtete. Nach späteren Meldungen erhöhte sich die Zahl der in Verbindung mit dem Anschlag Verhafteten auf 21.
Am 23. Februar meldete AA, der Attentäter sei einem DNA-Test zufolge der türkische Kurde Abdulbaki Sömer gewesen. Der türkische Vizeregierungschef Numan Kurtulmuş betonte, dies ändere „nichts an der Tatsache“, dass der Anschlag in Zusammenarbeit von türkischen und syrischen Kurden begangen worden sei. Er sagte, der Attentäter sei definitiv im Sommer 2014 aus PYD-kontrolliertem syrischen Gebiet in die Türkei eingereist. Nach Angaben der türkischen Tageszeitung Hürriyet hatte er dazu laut einem Initialbericht türkischer Sicherheitsbehörden gefälschte Ausweisdokumente auf den Namen „Salih Muhammed Neccar“ genutzt und sich mit der gefälschten Identität als vor der Gewalt des IS in Syrien geflohener Syrer ausgegeben. Bei einer Trauerfeier für Sömer in der Provinz Van nahm die Polizei am 23. Februar zehn Menschen fest, einschließlich seines Vaters und eines Bruders. Laut Hürriyet hatte der DNA-Test durch einen Abgleich der DNA des Vaters, Musa Sömer, mit der DNA des als syrischer Flüchtling registrierten „Salih Muhammed Neccar“ erzielt werden können, als der Vater des Selbstmordattentäters verhaftet worden war, nachdem die TAK als Täter den 1989 in Van geborenen Abdulbaki Sömer angegeben hatte. Am 25. Februar berichtete Daily Hürriyet, dass Musa Sömer nach Angaben aus seiner Befragung als Verdächtiger durch türkische Sicherheitsbehörden jahrelang in PKK-Lagern im Nordirak (2008 in Haftanin, 2011 in Zap, 2013 in Gare und 2014 in Metina) nach seinem Sohn gesucht hatte, nachdem er diesen im Jahr 2005 als vermisst gemeldet hatte.
Laut Hürriyet wies der DNA-Test nach den Angaben des Berichts der türkischen Sicherheitsbehörden darauf hin, dass der Täter des Anschlags kein syrischer Flüchtling mit dem Namen „Salih Muhammed Neccar“ gewesen war, wie Erdoğan und Davutoğlu zuvor angegeben hatten, sondern der in der Türkei geborene Kurde Abdulbaki Sömer, der offenbar aus Syrien in die Türkei gereist war und dank einer gefälschten Identität als syrischer Flüchtling „Salih Muhammed Neccar“ registriert worden war.
Verschiedene Nachrichtenagenturen und westliche Medien stellten die Täterangabe der TAK und die DNA-Tests als Widerspruch zu den Täterangaben der türkischen Führung dar, die einen Bezug der YPG zu dem Anschlag hergestellt hatte. Die Nachrichtenagentur Agence France-Presse (AFP) hatte am 19. Februar behauptet, die Angabe Davutoğlus, dass der Täter ein syrischer YPG-Agent sei, stehe in Widerspruch zu der Täterangabe der TAK. Die Frankfurter Allgemeine Zeitung (FAZ) titelte in einem auf AFP-Meldungen aufbauenden Artikel am 24. Februar mit „Attentäter von Ankara stammt nicht aus Syrien – Ein DNA-Test hat gezeigt: Der Selbstmordattentäter von Ankara stammte gar nicht wie behauptet aus Syrien. Hört die Türkei nun auf, die Kurden im Nachbarland zu beschießen?“ und stellte die unterschiedlichen Täterangaben von türkischer Regierung und TAK noch nach Erscheinen des Hürriyet-Artikels über den Bericht der türkischen Sicherheitsbehörden als Widerspruch dar, ohne auf die laut Hürriyet gefälschte Identität von „Salih Muhammed Neccar“ hinzuweisen. Die Deutsche Presse-Agentur (dpa) hatte in ihrer internationalen Fassung am 20. Februar geschrieben, das Bekennerschreiben trete den Beschuldigungen der türkischen Regierung entgegen, dass syrische kurdische Verbündete der USA hinter dem Anschlag stehen. Die dpa stellte es als Widerspruch dar, dass die Türkei einen 1992 geborenen Kurden aus Nordsyrien verantwortlich machte, während die TAK einen 1989 in der Osttürkei geborenen Täter angegeben hatte. Teilweise war in Medien behauptet worden, dass eine Bewahrheitung der Täterangabe der TAK die Darstellung der türkischen Regierung „als Lüge demaskieren würde“ (Elke Dangeleit/Telepolis).

## Haltung und Rolle von TAK und PKK
Am 19. Februar 2016 bekannte sich die militante kurdische Gruppe Teyrêbazên Azadîya Kurdistan (deutsch: „Freiheitsfalken Kurdistans“, Abkürzung: TAK) auf ihrer Webseite zu dem Selbstmordanschlag und schrieb dort: „Wir haben im Herzen des faschistischen türkischen Staates in Ankara zugeschlagen“. Die TAK gab auf ihrer Webseite an, der „Selbstmordangriff“ am 17. Februar sei von dem 26-jährigen „Aufopferungskrieger“ Abdulbaki Sönmez (Kampfname: Zinar Raperîn) der „Brigade der Unsterblichen“ der TAK ausgeführt worden, der 1989 im kurdisch dominierten Osten der Türkei in der Stadt Van geboren worden und seit 2011 mit der TAK im kurdischen „Freiheitskampf“ involviert gewesen sei. Die TAK stellte das Selbstmordattentat als Rache für türkische Militäroperationen im Südosten des Landes dar und gab an, es habe sich bei dem Anschlag in Ankara um Vergeltung für die Situation in Cizre gehandelt, wo bei den intensiven Kämpfen mit der PKK Zivilisten „ermordet“ worden seien.
Zugleich kündigte die TAK die Fortsetzung ihres „Rachefeldzugs gegen den faschistischen türkischen Staat“ an und drohte auch mit weiteren Angriffen gegen den bedeutenden Tourismussektor. Ausdrücklich richtete sich die TAK mit ihren Drohungen an die Touristen in der Türkei und forderte ausländische Touristen auf, der Türkei fernzubleiben. In einer zusätzlichen englischsprachigen Erklärung drohte die TAK, den Tourismus in der Türkei „zerstören“ zu wollen und schrieb: „Wir ermahnen alle ausländischen und einheimischen Touristen, sich nicht in die Touristengebiete der Türkei zu begeben. Wir sind nicht verantwortlich für diejenigen, die in den Angriffen auf diese Gegenden getötet werden.“ Die TAK drohte, die Türkei werde nicht in der Lage sein, Urlauber zu schützen. Der Tourismus gehöre zu den wichtigsten Finanzierungsquellen für den „dreckigen Krieg“ der Türkei und sei daher „ein bedeutsames Ziel“, das die TAK „zerstören wolle“. Die TAK nahm für sich in Anspruch, mit weiteren Anschlägen für die kurdische Bevölkerung zu kämpfen und schrieb: „Wir werden Rache nehmen für all das Leid des kurdischen Volkes.“
Die TAK, die im Jahr 2004 aus der verbotenen PKK hervorgegangen war und Anschläge in Städten – auch in dem sonst von der Gewalt im kurdisch dominierten Südosten weitgehend unberührten Westen – verübt hatte, wird wie die PKK sowohl von der Türkei als auch von den USA als terroristische Vereinigung eingestuft. In der Vergangenheit hatte die TAK angegeben, sich von der auch in der EU als Terrororganisation eingestuften PKK losgelöst zu haben. Medienangaben zufolge kämpfte die TAK für eine „Autonomie der Region“. Es handelte sich bei der TAK um eine wenig bekannte Gruppe, die dennoch in den vorangegangenen Monaten zu einiger Bedeutung gelangt war, nachdem sie im Dezember 2015 die Verantwortung für einen Mörserangriff vom 23. Dezember 2015 auf den zweitwichtigsten Flughafen Istanbuls (Istanbul-Sabiha Gökçen) übernommen hatte, bei dem eine Flughafenangestellte getötet worden war und mehrere Flugzeuge Schaden genommen hatten.
Das PKK-Führungsmitglied Sabri Ok erklärte, dass es sich in militärischer Hinsicht um eine große und historische Aktion handele, zu der man sich in jeder Hinsicht bekennen müsse und auf die man stolz sein müsse.
In einem Interview erklärte PKK-Führer Cemil Bayık, dass der Anschlag Teil des Krieges gewesen sei, dass man einen solchen Anschlag nicht verurteile und dass die TAK mit solchen Anschlägen Sympathie in der Gesellschaft gewinnen würde.
Die Darstellung der TAK, unabhängig von der PKK zu sein, halten westliche Sicherheitsexperten für wenig glaubwürdig. Die TAK wird als Splittergruppe der PKK angesehen, doch behaupteten einige Sicherheitsexperten zum Zeitpunkt des Anschlags, dass die TAK weiterhin über Verbindungen zur PKK verfügte. Türkischen Behörden zufolge handelt es sich bei der TAK um eine Fassade für PKK-Anschläge auf zivile Ziele. Die PKK behauptet dagegen, dass es sich bei der TAK um eine Splittergruppe handelt, über deren Kontrolle die PKK nicht verfüge. Die PKK dementierte eine Beteiligung an der Tat. In einem in pro-PKK-Medien veröffentlichten Interview gab der PKK-Führer Cemil Bayık an, er wisse nicht, wer den Angriff in Ankara ausgeführt habe, sagte aber, es könne sich um „Vergeltung für die Massaker“ in kurdischen Gebieten gehandelt haben.
Im März 2016 bekannte sich die TAK zu einem weiteren Selbstmordanschlag am Kızılay-Platz in Ankara, bei dem am 13. März mindestens 37 Menschen, vorwiegend Zivilisten, getötet wurden.

## Haltung und Rolle von YPG/PYD
Die syrisch-kurdischen „Volksverteidigungseinheiten“ (YPG) sind der militärische Arm der syrisch-kurdischen „Partei der Demokratischen Union“ (PYD), die 2003 gegründet worden ist und in enger Verbindung mit der verbotenen kurdischen PKK steht. Die PKK wird sowohl von der Türkei als auch von der EU und den USA als Terrororganisation eingestuft. Während jedoch die Türkei auch PYD und YPG als terroristische Vereinigung betrachtet, behandelt die US-Regierung die YPG-Kämpfer nicht als Terroristen, sondern sieht sie als effektivste Kraft auf syrischem Territorium im Kampf gegen die IS-Terrormiliz an und unterstützt sie militärisch als Verbündete im Kampf gegen die IS-Miliz in Syrien. Bei einem Aufenthalt in Ain al-Arab (kurdisch: Kobanê), das mithilfe massiver US-amerikanischer Luftwaffenunterstützung nach monatelangen Kämpfen von YPG-Einheiten gegen den IS verteidigt werden konnte (Kampf um Kobanê), betonte der von US-Präsident Barack Obama ernannte Sonderbeauftragte für die Internationale Allianz gegen den Islamischen Staat (IS) Brett H. McGurk Medienberichten zufolge, dass die USA „die YPG nicht als Terrororganisation betrachten und sie weiterhin unterstützen und ausrüsten werden“, was den türkischen Staatspräsidenten Erdoğan zu der vorwurfsvollen Frage an die US-Regierung veranlasst hatte: „Seid ihr unsere Verbündete, oder seid ihr Verbündete der Terroristen?“ Die PYD verfolgt das Ziel, ein zusammenhängendes Gebiet entlang der türkischen Grenze unter ihre Kontrolle zu bringen, um so die drei mehrheitlich von Kurden bewohnten, aber räumlich voneinander isoliert liegenden De-facto-Kantone „Afrin“, „Kobane“ und „al-Hasaka“ miteinander zu verbinden. Die Türkei sieht in diesem Ziel die Vorstufe eines unabhängigen Kurdenstaats in Syrien und fürchtet Auswirkungen auf die eigene rund 15 Millionen Menschen umfassende kurdische Bevölkerung im Südosten der Türkei. Regierungschef Davutoğlu warf den linksgerichteten YPG vor, gemeinsam mit dem seit Oktober 2015 mit Luftangriffen in Nordsyrien gegen syrische Rebellengruppen operierenden Russland und syrischen Streitkräften syrische Zivilisten anzugreifen, „ethnische Säuberungen und Kriegsverbrechen im Norden Syriens zu begehen“ und „Kurden, Araber und Turkmenen, die nicht so denken wie sie“, zu attackieren. Auch die Menschenrechtsorganisation Amnesty International hatte den YPG Vertreibungen und Zwangsumsiedlungen von vornehmlich nichtkurdischen – vor allem turkmenischen und arabischen – Zivilisten sowie Zerstörung ihrer Dörfer in diesem Gebiet vorgeworfen und von Machtmissbrauch, Missachtung des Völkerrechts und Kriegsverbrechen von Seiten der YPG gesprochen.
Das militärische Vorrücken der YPG in Nordsyrien durchkreuzte die türkischen Pläne, Flüchtlinge in grenznahen Lagern auf syrischem Territorium zuverlässig versorgen zu können und damit den Zuzug weiterer Flüchtlinge in die Türkei zu begrenzen. Als hochprioritäres Ziel galt es für die Türkei zu verhindern, dass das syrische Aʿzāz unter die Kontrolle der YPG geriet. Aʿzāz war von herausragender strategischer Bedeutung und diente der Türkei als bedeutende Durchgangsstation zur Versorgung Hunderttausender Zivilisten in Aleppo sowie zur Unterstützung von ausgewählten syrischen Rebellengruppen. Seit dem Wochenende vor dem Anschlag in Ankara beschoss das türkische Militär mit schwerer Artillerie mutmaßliche Stellungen der YPG und mit ihnen verbündeter Milizen auf syrischem Territorium. Davutoğlu begründete den Artilleriebeschuss von YPG-Stellungen damit, dass die Türkei sicherstellen wolle, dass „Flüchtlinge im Gebiet von Azaz sicher verweilen können“. Türkische Hilfsorganisationen hatten in der Nähe des Grenzübergangs Öncüpinar/Bab al-Salam auf syrischem Gebiet acht Flüchtlingslager eingerichtet und versorgen dort rund 80.000 Flüchtlinge. Die türkische Regierung strebte eine zehn Kilometer tiefe Sicherheitszone auf syrischem Gebiet entlang der türkischen Grenze an, die auch Aʿzāz einschließen würde. Von der Türkei unterstützen Rebellengruppen gerieten jedoch durch das Vorrücken der YPG und der Regierungstruppen des syrischen Staatspräsidenten Baschar al-Assad, die durch russische Luftangriffe gestärkt wurden, unter Druck und der Versorgungskorridor in Richtung Aleppo war bereits südlich der von Kurden kontrollierten Gebiete durch Assads Regierungstruppen mehrfach blockiert. Somit drohte der Türkei bei einer weiteren Eskalation in Nordsyrien eine neue Flüchtlingswelle mit Zehntausenden oder Hunderttausenden Menschen. Zudem rechtfertigte Davutoğlu das türkische Vorgehen mit dem Recht zur Selbstverteidigung, argumentierte, die Aggression gehe von den YPG aus und drohte den YPG: „Wir werden gegen jeden Schritt (der YPG) Vergeltung üben. Die YPG und ihre Hintermänner sollten die Haltung der Türkei kennen. Die YPG hat Azaz und seine Umgebung sofort zu verlassen und sich ihr nicht mehr zu nähern.“
Der Türkei-Korrespondent von tagesschau.de, Oliver Mayer-Rüth, zog für eine Bewertung der Hintergründe des Anschlags den Umstand heran, dass es sich bei PKK und YPG um Schwesternorganisationen handelt, woraus sich für die YPG ein Motiv für den Anschlag in Ankara ergebe, nachdem das türkische Militär YPG-Stellungen in Nordsyrien angegriffen hatte, um zu verhindern, dass die YPG durch die Teileinnahme von Tall Rifaat und die drohend bevorstehende Einnahme von Aʿzāz einen größeren Landstrich an der syrisch-türkischen Grenze unter ihre Kontrolle bringt. Dies könne für die YPG ein Grund gewesen sein, „zurückzuschlagen nach den Angriffen der Türkei.“
Nach dem Anschlag in Ankara sagte der türkische Ministerpräsident Davutoğlu am 18. Februar 2016: „Gestern hat sich wieder gezeigt, dass die YPG eine Terrororganisation ist.“ Dies müssten nun auch die Verbündeten erkennen. Der türkische Staatspräsident Erdoğan riet den USA am 19. Februar stark davon ab, die YPG zu unterstützen und sagte, es bestehe „kein Zweifel“ daran, dass die YPG hinter dem Anschlag stehen. Die Türkei sei „betrübt“ darüber, dass der Westen stur darauf beharre, die YPG nicht mit den PKK in Verbindung zu bringen. Während die Türkei die USA drängte, die YPG, den bewaffneten syrischen Ableger der in der Türkei kämpfenden PKK, zur Terrororganisation zu erklären, bestritten die YPG jegliche Verbindung und beteuerten, niemals die Türkei oder einen anderen benachbarten Staat angegriffen zu haben.
Die US-Regierung verweigerte sich weiterhin allen Forderungen der Türkei, die PYD und die YPG als Terrororganisation einzustufen. Die USA und weitere Länder riefen die Türkei zur Zurückhaltung gegenüber den YPG auf. Die türkische Regierung rief Aufrufe wie aus den USA und Frankreich den Beschuss sofort einzustellen zurück.
Die syrischen Kurden stritten jegliche Verwicklung in den Anschlag von Ankara ab. Die YPG und PYD dementierten die Vorwürfe der türkischen Regierung, dass es sich bei ihnen um Zweige der PKK handele und wiesen zurück, in irgendeiner Form in den Anschlag involviert zu sein.
Der Ko-Vorsitzende der syrischen Kurdenpartei PYD, deren bewaffneter Arm die YPG sind, Salih Muslim, sagte am 18. Februar gegenüber dpa: „Wir haben keine Verbindungen zu dem, was in der Türkei passiert“. Die türkischen Anschuldigungen seien Teil einer „Eskalationspolitik“ gegen kurdische Parteien.
Die YPG und ihr Sprecher Rêdûr Xelîl bezeichneten die Anschuldigungen als einen Vorwand für einen Einmarsch der Türkei in die von den YPG Rojava genannten und faktisch von ihnen kontrollierten Gebiete in Nordsyrien.

## Reaktionen

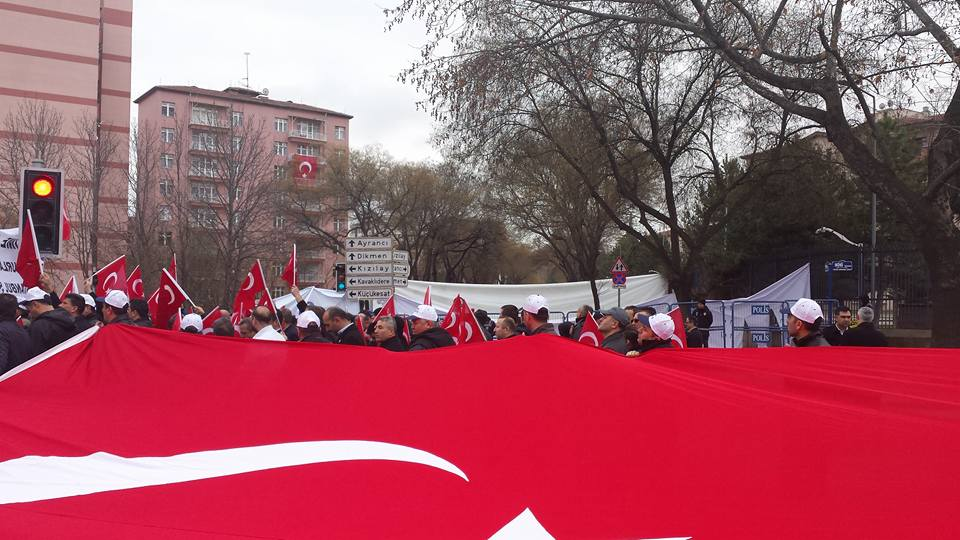
Proteste nach Angriff

### Türkei
- Türkei – Die Türkei machte kurdische Kämpfer – PKK und ihren syrischen Ableger YPG – für den Anschlag verantwortlich und kündigte Vergeltung an.[9][10]

Vize-Ministerpräsident Numan Kurtulmuş sprach von einem Anschlag „auf die gesamte Nation“.
Der türkische Präsident Recep Tayyip Erdoğan kündigte Vergeltung an und erklärte, die Türkei sei entschlossen, von ihrem „Recht auf Selbstverteidigung“ Gebrauch zu machen. Er sagte seine für den 18. Februar geplante Reise nach Aserbaidschan ab und erklärte, dass derartige Anschläge innerhalb oder außerhalb der türkischen Grenzen die Entschlossenheit der Türkei, in gleicher Weise zurückzuschlagen, nur verstärken würden.
Premierminister Ahmet Davutoğlu sagte seine für den 18. Februar geplante Reise nach Brüssel ab, wo er unter anderem mit der deutschen Bundeskanzlerin Angela Merkel und dem griechischen Regierungschef Alexis Tsipras zusammentreffen und über konkrete Maßnahmen zur Bewältigung der Flüchtlingskrise hatte sprechen wollen. Davutoğlu kündigte Vergeltung für den Anschlag an und erhob schwere Vorwürfe gegen die syrische Regierung: „Die YPG ist eine Marionette des syrischen Regimes, und das syrische Regime ist direkt verantwortlich für diesen Anschlag. Wir behalten uns das Recht vor, jede Art von Maßnahme gegen das syrische Regime zu treffen.“ Weiter sagte er, die Türkei werde den „verräterischen Elementen und Marionetten der äußeren Mächte ohne zu zögern auf härteste Weise entgegentreten“.
Am 18. Februar 2016 scheiterte im türkischen Parlament in Ankara in einer Sondersitzung eine gemeinsame parteiübergreifende Verurteilung des Terroranschlags. Die schließlich verabschiedete Erklärung wurde von allen Parteien außer der HDP unterstützt, welche in der Parlamentsdebatte ihre Ablehnung damit begründete in der Erklärung auch den Anschlag in Suruç 2015, den Bombenanschlag in Diyarbakir vom 5. Juni 2015 und andere Attentate in der Erklärung explizit erwähnt haben zu wollen.
Die somit von der HDP nicht unterstützte Erklärung lautet wie folgt:
“Als im Parlament vertretene Parteien verurteilen wir aufs schärfste unmenschliche Terroranschläge, welche auf die Einheit und Integrität auf unseren Frieden und unsere Sicherheit abzielen. Terrorismus und Gewalt werden niemals ihr Ziel erreichen. Wir erklären, dass unsere Nation niemals dem Terror nachgeben wird und dass es die Kraft hat diese Pläne zu vereiteln.”
Am 22. Februar 2016 wurde in Van bei der Familie des Attentäters eine Trauerfeier für den Attentäter abgehalten, was in der türkischen Öffentlichkeit für große Empörung sorgte. Die Teilnahme der Parlamentsabgeordneten Tuğba Hezer (HDP) wurde von der Regierungspartei AKP wie von der führenden Oppositionspartei der sozial-demokratischen CHP heftig als „Hochverrat“ und Unterstützung einer Terrororganisation kritisiert, woraufhin gegen Tuğba Hezer die Aufhebung ihrer Immunität gefordert wurde. Ayhan Bilgen, der Parteisprecher der HDP, verteidigte Hezers Besuch bei der Trauerfeier mit der aufsehenerregenden Begründung, dass man dort nicht um den Attentäter getrauert habe, sondern den Verlust und Schmerz der Familie des Attentäters habe teilen wollen, wodurch auch Ayhan Bilgen heftig kritisiert wurde.

### International
- UNO – UN-Generalsekretär Ban Ki-moon verurteilte die Explosion und ließ seine Hoffnung zum Ausdruck bringen, dass „die Täter des Terrorangriffs schleunigst zur Rechenschaft gezogen werden“.[8]
- NATO – Nato-Generalsekretär Jens Stoltenberg kritisierte die Tat scharf und sagte, es könne keine Rechtfertigung für solch schreckliche Taten geben. Die NATO stehe im Kampf gegen den Terrorismus an der Seite des Mitgliedslands Türkei.[8]
- Deutschland – Bundeskanzlerin Angela Merkel zeigte sich entsetzt über den Anschlag und verurteilte ihn „auf das Schärfste“.[8] Sie sprach der Türkei die Solidarität Deutschlands aus.[39]
- Frankreich – Frankreichs Präsident François Hollande verurteilte das „schändliche Attentat“ und versicherte der Türkei seine Unterstützung.[8]
- Iran – Der Iran verurteilte den Bombenanschlag. Außenamtssprecher Dschaber Ansari sagte nach Angaben der Agentur ISNA, der Anschlag habe „erneut bewiesen, wie wichtig und notwendig der gemeinsame Kampf gegen die Terroristen“ sei.[8]

## Weitere Vorkommnisse im zeitlichen Zusammenhang
Am 17. Februar 2016, dem Tag des Anschlages, startete der sogenannte Flüchtlingsgipfel, bei dem um eine europäisch-türkische Lösung der europäischen Flüchtlingskrise gerungen wurde. Der türkische Ministerpräsident Ahmet Davutoğlu sagte seine Teilnahme in Brüssel nach dem Anschlag ab.
Seit dem Abend des 17. Februar führte die türkische Luftwaffe nach dem Anschlag Luftangriffe auf PKK-Stellungen im Nordirak aus, wobei zunächst nicht geklärt war, ob die Angriffe in Zusammenhang mit dem Anschlag von Ankara standen. Laut Davutoğlu wurden dabei 70 PKK-Kämpfer getötet, darunter Anführer der PKK.
Einen Tag nach dem Anschlag – am 18. Februar 2016 – starben bei einem mutmaßlichen PKK-Bombenanschlag auf die Armee in Lice in der Provinz Diyarbakır mindestens 6 Soldaten. Im Viertel Sur in der südosttürkischen Kurden-Hochburg Diyarbakır, in dem sich Anhänger der PKK verschanzt und seit Dezember 2015 schwere Gefechte mit den Sicherheitskräften geliefert hatten, wurden laut AA bei Gefechten mit PKK-Kämpfern mindestens zwei Soldaten und zwei Polizisten getötet.
Nach Angaben der gegen die syrische Regierung eingestellten und häufig nicht unabhängig überprüfbaren Aktivistenquelle SOHR soll das türkische Militär am 19. Februar den grenzüberschreitenden Beschuss von Gebieten, die die YPG zuvor unter ihre Kontrolle gebracht hatten, intensiviert und seit dem Anschlag in Ankara Stellungen der YPG schwer beschossen haben.
In New York hielt der UN-Sicherheitsrat am 19. Februar Beratungen ab, bei denen Russland einen Resolutionsentwurf vorstellte, der in Reaktion auf angebliche türkische Pläne zur Entsendung von Truppen nach Syrien die Achtung der staatlichen syrischen Souveränität und territorialen Integrität forderte, jedoch zügig von den mit Vetorecht ausgestatteten UN-Sicherheitsratsmitgliedern USA und Frankreich abgelehnt wurde.
Das Nachrichtenmagazin Der Spiegel berichtete, die NATO-Alliierten hätten der türkischen Regierung signalisiert, dass sie im Falle einer von der Türkei provozierten militärischen Auseinandersetzung mit dem die syrische Regierung unterstützenden Russland nicht mit dem Beistand der NATO zu rechnen habe.